# 熊本高等専門学校
熊本高等専門学校（くまもとこうとうせんもんがっこう、英称: National Institute of Technology, Kumamoto College）は、熊本県合志市及び八代市にキャンパスを置く日本の国立高等専門学校。熊本電波工業高等専門学校と八代工業高等専門学校の統合により2009年10月に設置された。略称は熊本高専。

## 概略
前身校のキャンパスを引継ぎ、熊本キャンパスと八代キャンパスの2キャンパス制となる。2010年4月に第1期生が入学した。

## 設置課程・学科・専攻科
| キャンパス     | 学科（準学士課程）                                                                       | 専攻科（学士課程）           |
| -------------- | ---------------------------------------------------------------------------------------- | ---------------------------- |
| 熊本キャンパス | 情報通信エレクトロニクス工学科(TE) 制御情報システム工学科(CI) 人間情報システム工学科(HI) | 電子情報システム工学専攻(AE) |
| 八代キャンパス | 機械知能システム工学科(MI) 建築社会デザイン工学科(AC) 生物化学システム工学科(BC)         | 生産システム工学専攻(AP)     |

## 沿革
旧・熊本電波工業高等専門学校
- 1943年（昭和18年）10月5日 - 「財団法人熊本無線電信講習所」が設立。
- 1949年（昭和24年）5月31日 - 国立学校設置法の施行により、「熊本電波高等学校」と改称。
- 1971年（昭和46年）4月1日 - 国立学校設置法の一部改正により、「熊本電波工業高等専門学校」と改称。
- 2000年（平成12年）4月1日 - 専攻科（電子情報システム工学専攻、制御情報システム子工学専攻）を設置。
- 2004年（平成16年）4月1日 - 「独立行政法人国立高等専門学校機構 熊本電波工業高等専門学校」と改称。
- 2006年（平成18年）5月8日 -「電子・情報技術応用工学コース」が、日本技術者教育認定機構（JABEE）によって認定される。

旧・八代工業高等専門学校
- 1974年（昭和49年）6月7日 - 国立学校設置法の一部改正により、「八代工業高等専門学校」が設置。
- 1994年（平成6年）4月1日 - 専攻科（生産情報工学専攻、環境建設工学専攻、生物工学専攻）を設置。
- 2004年（平成16年）4月1日 - 「独立行政法人国立高等専門学校機構 八代工業高等専門学校」と改称。
- 2006年（平成18年）5月8日 - 「生産システム工学教育プログラム」が、日本技術者教育認定機構（JABEE）によって認定される。

熊本高等専門学校
- 2007年（平成19年）
  - 8月23日 - 国立高等専門学校機構において、熊本を含む全国4地区の高度化再編計画が発表。
  - 10月1日 - 熊本地区に高度化再編協議会が発足。
- 2009年（平成21年）
  - 3月31日 - 第171回通常国会で「独立行政法人に係る改革を推進するための文部科学省関係法律の整備等に関する法律」が成立。
  - 10月1日 - 熊本電波工業高等専門学校と八代工業高等専門学校を統合し、「独立行政法人国立高等専門学校機構 熊本高等専門学校」を設置。
  - 10月16日 - 開校記念式典を挙行。
- 2010年（平成22年）4月1日 - 熊本高等専門学校第1回生が入学。
- 2011年（平成23年）5月16日 - 「電子・情報技術応用工学コース」が「生産システム工学教育プログラム」として日本技術者教育認定機構（JABEE）によって継続認定される。

## 交通アクセスと周辺
| キャンパス     | 交通アクセス                                                                               | 周辺                                    |
| -------------- | ------------------------------------------------------------------------------------------ | --------------------------------------- |
| 熊本キャンパス | 鉄道 熊本電気鉄道 菊池線「熊本高専前駅」 バス 熊本電鉄バス 「熊本高専前」 道路 国道387号   | 九州沖縄農業研究センター                |
| 八代キャンパス | 鉄道 肥薩おれんじ鉄道 「肥後高田駅」 バス 産交バス 「短大高専前」「高田駅前」 道路 国道3号 | 中九州短期大学 熊本県立八代工業高等学校 |